# Андрејова
Андрејова (слч. Andrejová) насељено је мјесто са административним статусом сеоске општине (слч. obec) у округу Бардјејов, у Прешовском крају, Словачка Република.

## Становништво
| Година:    | 1994. | 2004.    | 2014.    | 2024.   |
| ---------- | ----- | -------- | -------- | ------- |
| Број људи: | 287   | 317      | 371      | 351     |
| Разлика:   |       | +10,45 % | +17,03 % | -5,39 % |

| Година:    | 2023. | 2024. |
| ---------- | ----- | ----- |
| Број људи: | 351   | 351   |
| Разлика:   |       | +0 %  |

Према подацима о броју становника из 2024. године насеље је имало 351 становника.